# BMW F01 e F02
Con le sigle BMW F01 e BMW F02 (versione a passo lungo) si intendono le due varianti della quinta generazione della BMW Serie 7, un'autovettura di lusso della casa automobilistica tedesca BMW dal 2008 al 2015.

## Storia e profilo

### Presentazione e contesto
Nel mese di ottobre del 2008 è stata lanciata la quinta generazione della BMW Serie 7, indicata con la sigla F01. Come già fin dai tempi dell'oramai lontana E32, anche la nuova ammiraglia tedesca è disponibile anche a passo allungato. In questo caso la sigla di progetto è F02: in questo caso l'allungamento dell'interasse è di 14 cm.

### Design
La quinta Serie 7 è caratterizzata da un design meno estremo e più lineare e morbido, ma sempre opera di Chris Bangle, già autore tra l'altro della precedente Serie 7 E65.
I gruppi ottici anteriori riprendono i motivi stilistici dei fari della E65 post-restyling. Lineare e filante anche la fiancata oltre al frontale, con una linea di cintura marcata. I gruppi ottici posteriori sono più arrotondati rispetto alla serie precedente.

### Allestimenti e dotazioni
I livelli di allestimento sono tre: Eletta, Futura ed Eccelsa. Quest'ultima è la più ricca e lussuosa, ma già la Eletta, possiede una dotazione che comprende il Driving Dynamic Control (con cui si può scegliere fra più impostazioni di guida, da quella più confortevole a quella più sportiva), il Dynamic Damper Control (che gestisce i quattro ammortizzatori indipendentemente l'uno dall'altro), il CBC, il volante multifunzionale in pelle, il cambio automatico Steptronic a 6 rapporti con comandi al volante, il climatizzatore bi-zona, il controllo di stabilità, l'Integral Active Steering (gestisce lo sterzo alle ruote posteriori a seconda della velocità, in modo da coadiuvare il lavoro di sterzo di quelle anteriori) e il Brake Energy Regeneration. Quest'ultimo, già presente su altri modelli della casa, rientra nell'ambito del progetto EfficientDynamics varato dalla BMW per equipaggiare tutti i suoi modelli con tutti i possibili ritrovati tecnologici volti all'abbattimento dei consumi e dell'inquinamento e al minor spreco energetico. Tra gli altri accessori di serie vi è un sofisticato impianto stereo, la telecamera posteriore per i parcheggi, l'impianto lavafari, il sensore di perdita pressione degli pneumatici ed il computer di bordo con display da 10"25.

### Telaio e meccanica
Dal punto di vista telaistico, la nuova Serie 7 monta sospensioni con struttura in lega di alluminio. Oltre all'avantreno a quadrilateri trasversali, va segnalato il nuovo retrotreno a V con bracci multipli, una soluzione brevettata dalla stessa BMW. Le versioni a passo lungo, però, montano di serie un retrotreno diverso, di tipo pneumatico ed autolivellante in funzione del carico della vettura.

### Motori
Al suo esordio, le BMW F01 ed F02 sono disponibili in tre motorizzazioni, due a benzina ed una a gasolio. Il modello di base è la 740i, equipaggiata da un 3 litri biturbo da 326 CV. La versione successiva è la 750i, mossa dal 4.4 biturbo N63 in grado di erogare 407 CV. La motorizzazione diesel è la nuovissima unità N57 da 245 CV.
A fine 2009 debuttano le due versioni di punta, la 760i e la 760Li, dotate di cambio automatico ad 8 rapporti ed equipaggiate con il motore N74, una versione sovralimentata del V12 da 6 litri montato a suo tempo sulla serie precedente. Nello stesso periodo viene introdotta un'altra novità: la 750i xDrive, che porta la trazione integrale per la prima volta in un modello della Serie 7.
Un anno dopo, nel novembre del 2010, la trazione integrale xDrive viene proposta anche sulla 740d, dando luogo così alla 740d xDrive.

### Restyling 2012

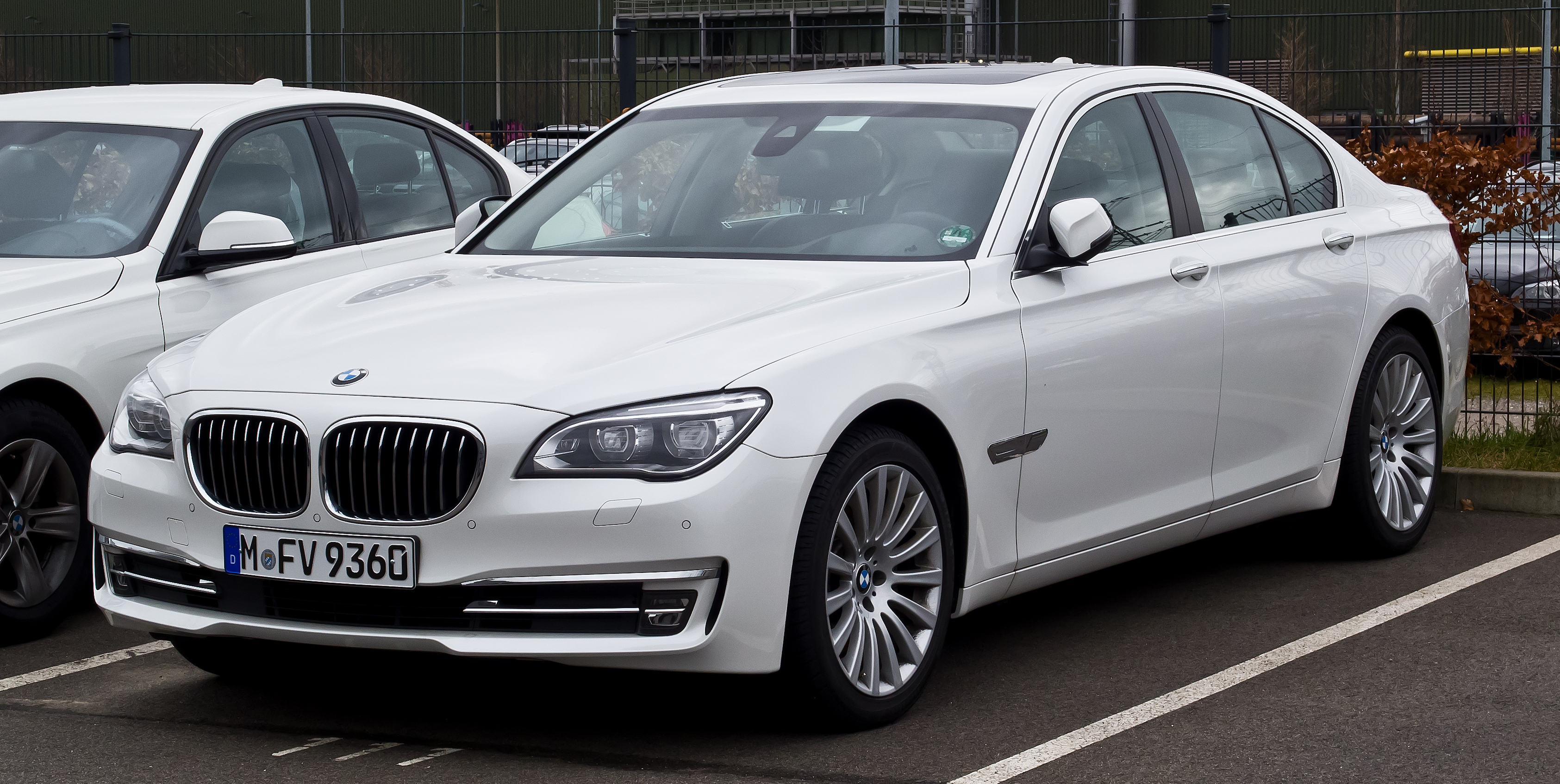
BMW 730d xDrive (F01) Restyling del 2012

Nel 2012 arriva il restyling di mezza età, piuttosto discreto e limitato ad alcuni particolari. Le Serie 7 così aggiornate montano gruppi ottici con nuove luci a led, una nuova mascherina a doppio rene (cambia il numero dei listelli che la attraversano), un nuovo paraurti anteriore leggermente rivisitato, nuovi retrovisori esterni con indicatori di direzione integrato ed una inedita barra cromata in coda. Aggiornamenti discreti anche nell'abitacolo, dove compaiono un nuovo quadro strumenti tridimensionale, nuovi rivestimenti per i sedili ed un nuovo impianto audio da 1200 W. Dove le novità si fanno più consistenti è nella gamma motori, con novità un po' ovunque: sul fronte diesel, la gamma F01/F02, infatti, vede l'arrivo della 750d xDrive, equipaggiata con il nuovo 3 litri tri-turbodiesel da 381 CV, mentre la 730d vede il suo motore passare da 245 a 258 CV (e diviene disponibile anche con trazione integrale) e la 740d, invece, passa da 306 a 313 CV; per quanto riguarda le motorizzazioni a benzina, invece, il 3 litri biturbo da 326 CV montato sulla 740i viene sostituito dal 3 litri turbo twin-scroll di potenza leggermente inferiore, ma con coppia massima invariata ed anzi disponibile a regimi più bassi; un'altra novità tra i motori a benzina si ritrova nella 750i, il cui motore 4.4 biturbo sale da 407 a 450 CV.
Gli aggiornamenti occorsi in occasione del restyling furono gli ultimi veramente significativi, dopodiché non vi furono altre novità e la gamma F01/F02 si avviò lentamente alla fine della sua carriera. Infatti, all'inizio dell'estate 2015 la gamma è stata tolta di produzione, mentre quasi contemporaneamente è avvenuta la diffusione delle prime immagini ufficiali della sua erede, indicata con la sigla BMW G11.

### La ActiveHybrid 7 (F04)

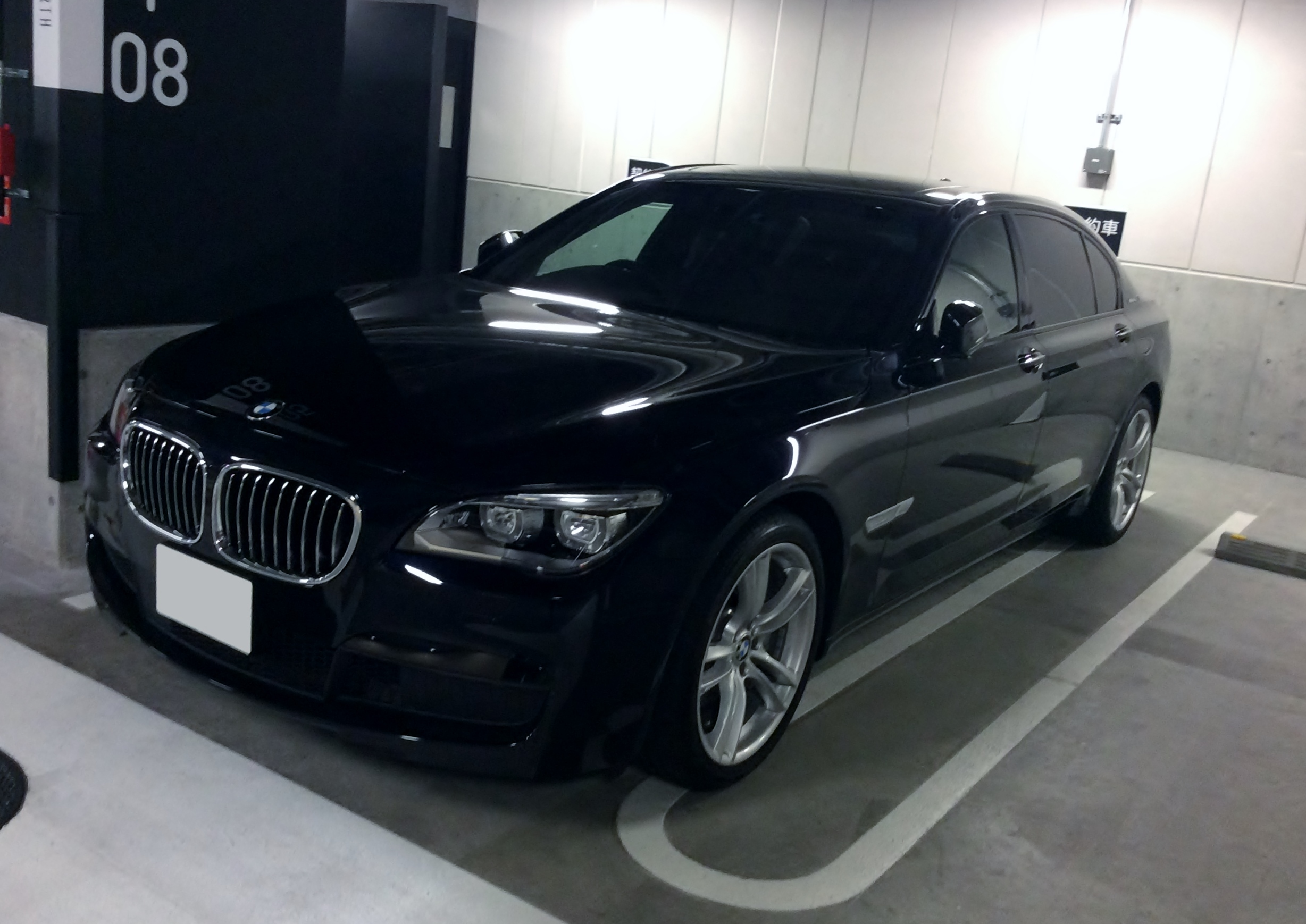
BMW ActiveHybrid 7

Poco tempo dopo il lancio della nuova Serie 7, è stato esposto il prototipo ActiveHybrid 7: tale prototipo fa parte di un programma di produzione di vetture ibride che comprenderà in seguito anche la X6 ActiveHybrid, la ActiveHybrid 5, basata sulla BMW F10, e la ActiveHybrid 3 su base F30.
Nell'aprile del 2010 è stata lanciata la versione definitiva (sigla di progetto F04), equipaggiata dal 4.4 biturbo già presente sulla 750i, ma portato a 449 CV e 650 Nm di coppia massima, ed accoppiato ad un motore elettrico da 20 CV di potenza massima e da 210 Nm di coppia massima. La potenza massima risultante non è esattamente la somma delle potenze dei due motori, ma è leggermente inferiore, e pari a 465 CV a 5500 giri/min. Analogamente, la coppia massima raggiunge un picco di 700 Nm fra i 2000 ed i 4500 giri/min. Il motore elettrico utilizzato è alimentato mediante batterie al litio ed è montato in linea con il cambio, che anche in questo caso sarà l'automatico Steptronic ad 8 rapporti già utilizzato sulla 760i e sulla 760Li, oltre che sulla Serie 5 GT. Il compito del motore elettrico è anche quello di fare da dispositivo Start&Stop, cioè di riavviare il motore una volta che si riparte dopo una sosta temporanea di breve durata (per esempio ad un semaforo). Funge anche da accumulatore di energia cinetica in seguito ad una frenata (programma EfficientDynamics). La ActiveHybrid 7 viene proposta anche nella versione a passo allungato, denominata ActiveHybrid 7L.
Nel 2012, con il restyling di mezza età occorso all'intera gamma, la ActiveHybrid 7 vede il suo propulsore V8 da 465 CV pensionato in favore del 3 litri turbo N55 che, accoppiato al motore elettrico, garantisce una potenza massima di 354 CV, sensibilmente inferiore ma tutt'altro che scarsa, in maniera tale da ridurre ulteriormente i consumi.

### Altre versioni
Nel 2010 vi fu l'arrivo di due versioni particolari, denominate High Security (F03) e consistenti nella declinazione blindata dei modelli 750Li e 760Li. Tali versioni raggiungevano una velocità massima volutamente autolimitata a 210 km/h. Le lamiere ed i cristalli erano antiproiettile.

## Motorizzazioni
Di seguito vengono descritte le caratteristiche delle varie versioni con cui la Serie 7 F01/F02 è disponibile. Nella maggior parte dei casi, le versioni a passo lungo sono leggermente meno prestanti rispetto a quelle a passo corto. Ove presenti, anche tali differenze prestazionali vengono riportate.
| Modello            | Anni di produzione | Motore                    | Cilindrata (cm³) | Potenza max CV/giri | Coppia max Nm/giri | Cambio/ n°rapporti | Massa a vuoto | Velocità max Km/h | 0–100 km/h (s) | Consumo medio/ l/100 km | Emissioni CO2 (g/km) |
| Versioni a benzina |                    |                           |                  |                     |                    |                    |               |                   |                |                         |                      |
| 740i               | 2008-12            | N54B30T0                  | 2979             | 326/5800            | 450/ 1500-4500     | AS/6               | 1.860         | 250               | 5"9            | 9.9                     | 232                  |
| 740i               | 2012-15            | N55B30                    | 2979             | 320/5800            | 450/ 1300-4500     | AS/8               | 1.900         | 250               | 5"7            | 7.9                     | 184                  |
| 740Li              | 2008-12            | N54B30T0                  | 2979             | 326/5800            | 450/ 1500-4500     | AS/6               | 1.895         | 250               | 6"0            | 10                      | 235                  |
| 740Li              | 2012-15            | N55B30                    | 2979             | 320/5800            | 450/ 1300-4500     | AS/8               | 1.920         | 250               | 5"7            | 7.9                     | 184                  |
| 750i               | 2008-12            | N63B44                    | 4398             | 407/ 5500-6400      | 600/ 1750-4500     | AS/6               | 1.945         | 250               | 5"2            | 11.4                    | 266                  |
| 750i               | 2012-15            | N63B44                    | 4398             | 450/5500            | 650/ 2000-4500     | AS/8               | 2.015         | 250               | 4"8            | 8.6                     | 199                  |
| 750Li              | 2008-12            | N63B44                    | 4398             | 407/ 5500-6400      | 600/ 1750-4500     | AS/6               | 1.980         | 250               | 5"3            | 11.9                    | 278                  |
| 750Li              | 2012-15            | N63B44                    | 4398             | 450/5500            | 650/ 2000-4500     | AS/8               | 2.035         | 250               | 4"8            | 8.6                     | 199                  |
| 750i xDrive        | 2009-12            | N63B44                    | 4398             | 407/ 5500-6400      | 600/ 1750-4500     | AS/6               | 1.945         | 250               | 5"1            | 11.9                    | 278                  |
| 750i xDrive        | 2012-15            | N63B44                    | 4398             | 450/5500            | 650/ 2000-4500     | AS/8               | 2.075         | 250               | 4"6            | 9.3                     | 217                  |
| 750Li xDrive       | 2009-12            | N63B44                    | 4398             | 407/ 5500-6400      | 600/ 1750-4500     | AS/6               | 1.980         | 250               | 5"1            | 11.9                    | 278                  |
| 750Li xDrive       | 2012-15            | N63B44                    | 4398             | 450/5500            | 650/ 2000-4500     | AS/8               | 2.110         | 250               | 4"6            | 9.4                     | 219                  |
| 760i               | 2009-15            | N74B60                    | 5972             | 544/ 5250           | 750/ 1500-5000     | AS/8               | 1.945         | 250               | 4"5            | 11.9                    | 299                  |
| 760Li              | 2009-15            | N74B60                    | 5972             | 544/ 5250           | 750/ 1500-5000     | AS/8               | 1.980         | 250               | 4"5            | 12                      | 303                  |
| Versioni diesel    |                    |                           |                  |                     |                    |                    |               |                   |                |                         |                      |
| 730d               | 2008-12            | N57D30                    | 2993             | 245/4000            | 540/ 1750-3000     | AS/6               | 1.865         | 245               | 7"2            | 7.2                     | 178                  |
| 730d               | 2012-15            | N57D30                    | 2993             | 258/4000            | 560/ 1500-2750     | AS/8               | 1.915         | 250               | 6"1            | 5.6                     | 148                  |
| 730Ld              | 2009-12            | N57D30                    | 2993             | 245/4000            | 540/ 1750-3000     | AS/6               | 1.900         | 245               | 7"3            | 6.9                     | 194                  |
| 730Ld              | 2012-15            | N57D30                    | 2993             | 258/4000            | 560/ 1500-2750     | AS/8               | 1.950         | 250               | 6"2            | 5.6                     | 148                  |
| 730d xDrive        | 2012-15            | N57D30                    | 2993             | 258/4000            | 560/ 1500-2750     | AS/8               | 1.985         | 250               | 6"             | 6                       | 158                  |
| 740d               | 2009-12            | N57D30TOP                 | 2993             | 306/4400            | 600/ 1500-2500     | AS/6               | 1.865         | 250               | 6"3            | 6.9                     | 181                  |
| 740d               | 2012-15            | N57D30TOP                 | 2993             | 313/4300            | 630/ 1500-2500     | AS/8               | 1.940         | 250               | 5"5            | 5.7                     | 149                  |
| 740d xDrive        | 2010-12            | N57D30TOP                 | 2993             | 306/4400            | 600/ 1500-2500     | AS/8               | 1.950         | 250               | 6"             | 7                       | 183                  |
| 740d xDrive        | 2012-15            | N57D30TOP                 | 2993             | 313/4300            | 630/ 1500-2500     | AS/8               | 2.015         | 250               | 5"4            | 6                       | 159                  |
| 750d xDrive        | 2012-15            | N57S                      | 2993             | 381/ 4000-4400      | 740/ 2000-3000     | AS/8               | 2.070         | 250               | 4"9            | 6.4                     | 169                  |
| 750Ld xDrive       | 2012-15            | N57S                      | 2993             | 381/ 4000-4400      | 740/ 2000-3000     | AS/8               | 2.095         | 250               | 4"9            | 6.4                     | 169                  |
| Versioni ibride    |                    |                           |                  |                     |                    |                    |               |                   |                |                         |                      |
| ActiveHybrid 7     | 2010-12            | N63B44+ motore elettrico  | 4398             | 465/5500            | 700/ 2000-4500     | AS/8               | 2.045         | 250               | 4"9            | 9.4                     | 219                  |
| ActiveHybrid 7     | 2012-15            | N55B30 + motore elettrico | 2979             | 354                 | 500                | AS/8               | 2.045         | 250               | 5"7            | 6.8                     | 158                  |
| ActiveHybrid 7L    | 2010-12            | N63B44 + motore elettrico | 4398             | 465/5500            | 700/ 2000-4500     | AS/8               | 2.070         | 250               | 4"9            | 9.4                     | 219                  |
| ActiveHybrid 7L    | 2012-15            | N55B30 + motore elettrico | 2979             | 354                 | 500                | AS/8               | 2.070         | 250               | 5"7            | 6.8                     | 158                  |